# 吳熙 (乾隆進士)
吳熙（1710年—？），字在中，号炯斋，云南保山人，乾隆二年丁巳恩科进士，历任武义县知县、金匮县代知县。